# Гапуров, Мухамедназар Гапурович
Мухамедназар Гапурович Гапуров (туркм. Muhammetnazar Gapurowiç Gapurow; 15 февраля 1922, с. Октябрьское, Бухарская НСР — 13 июля 1999, п. Берзенги, Копетдагский этрап, Туркменистан) — советский туркменский государственный и партийный деятель. Первый секретарь ЦК КП Туркменистана (1969—1985).

## Биография
Родился в селе Октябрьском Чарджоуского района Чарджоуской области Туркменской ССР в семье крестьянина. Туркмен, выходец из племени эрсары.

### Образование
Заочно окончил Чарджоуский государственный педагогический институт по специальности учитель. С 1939 года учился в Чарджоуском учительском институте. В 1941 году — учитель 8-летней школы в Чарджоуской области.

### Война
В декабре 1941 года призван в армию. Служил командиром отделения автоматчиков 1-й отдельной стрелковой батареи 88-й отдельной стрелковой бригады Среднеазиатского военного округа.
Участник Великой Отечественной войны: в ноябре 1942 — феврале 1943 — командир отделения автоматчиков 64-го отдельного стрелкового батальона 87-й отдельной стрелковой бригады. Воевал на Северо-Западном фронте. Участвовал в боях на старорусском направлении. 26 февраля 1943 года был тяжело ранен пулей в ногу и получил три осколочных ранения в правую руку. После излечения в госпитале старший сержант М. Г. Гапуров был демобилизован.

### Трудовая деятельность
C 1943 по 1944 год — заведующий учебной частью школы, а в 1944 году — директор школы при колхозе «Яхты Ел» в Чарджоуской области.

### Политическая деятельность
Член ВКП(б)—КПСС с 1944 года.
C 1944 года — на партийной работе: инструктор, с 1945 года — заведующий отделом пропаганды и агитации Чарджоуского райкома партии.
C 1947 года — секретарь Сакарского райкома Компартии Туркменистана Чарджоуской области. C 1948 по 1951 год — 1-й секретарь Чарджоуского обкома комсомола. C 1951 по 1955 год — секретарь ЦК ЛКСМ Туркменской ССР по пропаганде и агитации.
В 1955 году был заведующим отделом пропаганды и агитации Чарджоуского обкома Компартии Туркменистана.
В 1957—1959 гг. — секретарь, с 1959 по 1962 год — 1-й секретарь Чарджоуского обкома Компартии Туркменистана.
C 1962 по 1963 год — секретарь ЦК Компартии Туркменистана. C 26 марта 1963 года по 25 декабря 1969 года — Председатель Совета Министров, министр иностранных дел Туркменской ССР.
Кандидат в члены ЦК КПСС (1966—1971). Член ЦК КПСС (1971—1986). Был депутатом Верховного Совета СССР от Туркменской ССР: Совета Национальностей 6 созыва (1962-1966) и Совета Союза 7-11 созывов (1966-1989).
С 24 декабря 1969 года по 21 декабря 1985 года — 1-й секретарь ЦК Компартии Туркменистана.
С декабря 1985 года — персональный пенсионер союзного значения.
13 июля 1999 года умер на своей даче в посёлке Берзенги. Похоронен на правительственной аллее городского (Ватутинского) кладбища Ашхабада.

## Награды и звания
- 5 орденов Ленина (16.03.1964; 27.08.1971; 14.02.1972; 10.12.1973; 12.02.1982)
- орден Отечественной войны I степени (11.03.1985[8])
- 3 ордена Трудового Красного Знамени (28.01.1950; 14.02.1957; 25.12.1976)
- орден «Знак Почета» (28.08.1948)
- медаль «За отвагу» (4.05.1945)
- другие медали